# Божур
Божурът (Paeonia) е  род двусемеделни растения от семейство Божурови (Paeoniaceae). Повечето видове са многогодишни тревисти растения с височина 0,5 – 1,5 m, но някои са дървесни и представляват храсти с височина до 2 – 3 m. Божурът е култивиран преди повече от 4000 години.

## Разпространение
В България се срещат три вида: Paeonia mascula (розов божур), Paeonia peregrina (червен божур) и Paeonia tenuifolia (теснолистен божур). Разпространени са из гори, храсталаци и по сухи каменливи места. Корените и семената се използват за отвари, а венечните листа за запарка.
Най-известни са тревистите божури. Те са типични за Мала Азия и Европа. Ценени са заради красивите си цветове, често оцветените им листа и интересните декоративни шушулки, пълни със семена.
Цветовете са обикновено полупрозрачни и са подредени в един или два реда. Най-популярните в България видове божури са кичести.

## Отглеждане
Божурите достигат височина 50 – 100 cm. Дървовидните – и по два метра храсти. Последните години все по масово се внасят и предлагат за продажба дървовидни божури. Сортовете са хиляди. Обичат предимно изток-север, без силно слънцеогряване.
Цъфтят от късна пролет до началото на лятото. Дървовидните цъфтят по-късно.
Цветовете на дървовидните са големи, често двойно или изцяло, с всички възможни цветове – бяло, крем, жълто, оранжево, различни нюанси на розово, лилаво и червено, дори виолетово.
Божурите се засаждат дълбоко, в плодородна, богата на хумус почва, която не трябва да изсъхва прекалено бързо през лятото.
Обичат обогатените почви, с добавки на добре изгнила тор или градинска пръст. Полезно е такава тор да се добавя и около самото растение в началото на всеки нов сезон. Така корените му получават допълнително влага.
Между растенията трябва да има разстояние поне 60 – 90 cm.
Когато растенията пораснат и цветовете наедреят, се използват подпори.
Божурите понасят добре полусянка, но цъфтят много по-добре на слънце.
Многогодишни растения са, разсаждат се през есента или ранна пролет. Всяка част от корена, която има пъпка, ще порасне и ще роди ново растение от същия вид, докато при размножаването чрез семена не могат да се възпроизведат абсолютно същите растения.

## Любопитно
- Практиката показва, че след преместване на ново място, божурите могат да не цъфтят няколко години.
- На божурите е наречени улици в кварталите „Бояна“ (Карта) и „Симеоново“ (Карта) в София.

## Видове
- Храстовидни (около 30 вида)
  - Paeonia abchasica
  - Paeonia anomala
  - Paeonia bakeri
  - Paeonia broteri
  - Paeonia brownii (Brown's Peony)
  - Paeonia californica (California Peony)
  - Paeonia cambessedesii
  - Paeonia caucasica
  - Paeonia clusii
  - Paeonia coriacea
  - Paeonia daurica
  - Paeonia emodi
  - Paeonia hirsuta
  - Paeonia intermedia
  - Paeonia japonica (Japanese Peony)
  - Paeonia kesrouanensis (Syrian Peony)
  - Paeonia lactiflora (Chinese Peony, known as 芍藥 „sháoyao“)
  - Paeonia macrophylla
  - Paeonia mairei
  - Paeonia mascula (Balkan Peony)
  - Paeonia mlokosewitschii (Golden Peony)
  - Paeonia obovata
  - Paeonia officinalis (European Peony)
  - Paeonia parnassica (Greek Peony)
  - Paeonia peregrina
  - Paeonia rhodia
  - Paeonia sinjiangensis
  - Paeonia sterniana
  - Paeonia steveniana
  - Paeonia tenuifolia
  - Paeonia tomentosa
  - Paeonia veitchii (Veitch's Peony)
  - Paeonia wittmanniana
- Дървовидни (около 8 вида)
  - Paeonia decomposita
  - Paeonia delavayi (Delavay's Tree Peony)
  - Paeonia jishanensis (syn. Paeonia spontanea; Jishan Peony)
  - Paeonia ludlowii (Ludlow's Tree Peony)
  - Paeonia ostii (Osti's Peony)
  - Paeonia qiui (Qiu's Peony)
  - Paeonia rockii (syn. Paeonia suffruticosa subsp. rockii; Rock's Peony or Tree Peony)
  - Paeonia suffruticosa (Chinese tree peony, known as 牡丹 „mǔdān“ in Chinese)